# Paris (Kentucky)
Paris é uma cidade localizada no estado americano de Kentucky, no Condado de Bourbon.

## Demografia
Segundo o censo americano de 2000, a sua população era de 9183 habitantes.
Em 2006, foi estimada uma população de 9304, um aumento de 121 (1.3%).

## Geografia
De acordo com o United States Census Bureau tem uma área de
17,6 km², dos quais 17,6 km² cobertos por terra e 0,0 km² cobertos por água.

## Localidades na vizinhança
O diagrama seguinte representa as localidades num raio de 24 km ao redor de Paris.